# Uggleskogen
Uggleskogen är ett kommunalt naturreservat i Perstorps kommun i Skåne län.
Området är naturskyddat sedan 2002 och är 37 hektar stort. Reservatet ligger strax norr om Perstorp och gränsar i nordost till naturreservatet Mulleskogen. Det består huvudsakligen av bokskog.